# Litsea complanata
Litsea complanata är en lagerväxtart som beskrevs av C. K. Allen. Litsea complanata ingår i släktet Litsea och familjen lagerväxter. Inga underarter finns listade i Catalogue of Life.